# Hervormde kerk Bergharen
De Hervormde kerk van Bergharen is een uit de 15e eeuw stammend kerkgebouw aan de Veldsestraat in de Nederlandse plaats Bergharen.

## Geschiedenis
In het midden van de 13e eeuw was er in Bergharen een kapel, zo blijkt uit een geschil over patronaatsrecht wat werd beslist in de kerk van Wijchen. Patroon werd de heer Willem van Millen, ook wel genaamd Willem van Leur, die ook patroon was van de Kerk van Leur waar de kapel in Bergharen onderhorig aan was. In 1311 verkocht Willem het collatierecht van de kapel te Bergharen tegelijkertijd met de kerk van Leur aan het Cisterciënzer klooster Kamp in Kamp-Lintfort.
In de 14e eeuw werd de bakstenen westtoren gebouwd, die lijkt op de toren in het nabij gelegen Horssen.
In 1566 werden vele kerken in het Land van Maas en Waal geplunderd door een bende onder leiding van de zoons van Herman van Bronckhorst, die in opstand kwamen tegen het Spaanse gezag en de rooms-katholieke kerk. Bergharen wist de dans te ontspringen. Toch leed de kerk onder de Tachtigjarige Oorlog en ging hij in 1611 over in handen van de hervormden.
Vanaf eind 18e eeuw hebben de katholieken in Bergharen diverse pogingen ondernomen om de kerk terug in bezit te krijgen. In 1825 woonden er nog 38 hervormden in Bergharen en boden de 570 aldaar woonachtige katholieken aan een kerkje voor hen te bouwen. Uiteindelijk bouwden de katholieken in 1830 een eigen Waterstaatskerk in Bergharen en bleef de Hervormde kerk hervormd.